# Kenneth Arthur Muir
Kenneth Arthur Muir (geb. 5. Mai 1907 in London; gest. 30. September 1996) war ein britischer Shakespeare-Gelehrter.

## Leben und Werk
Muir war von 1951 bis 1974 King Alfred Professor für Englische Literatur an der Liverpool University. Er war als Herausgeber des Shakespeare Survey für die Bände 19 bis 33 verantwortlich und war Vorsitzender der International Shakespeare Association. Er forschte hauptsächlich über Shakespeare, beschäftigte sich aber auch mit den Werken von Keats, Racine und Calderon. Für die zweite Serie des The Arden Shakespeare besorgte er die Herausgabe von King Lear und Macbeth.

## Werke
- Macbeth Arden Second Series (1951)
- King Lear Arden Second Series (1952)
- Elizabethan Lyrics: A Critical Anthology (1952)
- John Milton (1955)
- Elizabethan and Jacobean Prose 1550-1620 (1956)
- Jean Racine (1960)
- Shakespeare as Collaborator (1960)
- Last Periods of Shakespeare, Racine, Ibsen (1961)
- The Voyage to Illyria (1970) mit Sean O’Loughlin
- A New Companion to Shakespeare Studies (1971) mit Samuel Schoenbaum
- The Sources of Shakespeare's Plays (1977)
- Shakespeare's Sonnets (1979)
- Shakespeare's Tragic Sequence (1979)
- Shakespeare's Plays in Quarto (1981) mit Michael J. B. Allen
- Aspects of Macbeth (1977) mit Philip Edwards
- The Singularity of Shakespeare (1977)

## Sekundärliteratur
- Edwards, Philip (Herausgeber): Shakespeare's Style: Essays in Honor of Kenneth Muir. Cambridge University Press, 1980. ISBN 978-0-521-61694-2

| Personendaten    | Personendaten                                                          |
| ---------------- | ---------------------------------------------------------------------- |
| NAME             | Muir, Kenneth Arthur                                                   |
| KURZBESCHREIBUNG | britischer Shakespeare-Gelehrter und Professor für Englische Literatur |
| GEBURTSDATUM     | 5. Mai 1907                                                            |
| GEBURTSORT       | London                                                                 |
| STERBEDATUM      | 30. September 1996                                                     |